# Anne-Grete Pløen
Anne-Grete Pløen, född Holm 14 april 1927 i Nordre Osen, är en norsk keramiker och emaljkonstnär.
Pløen arbetade i många år med keramik innan hon 1965 började experimentera med emalj. På 1970 var hon en förgrundsgestalt i Norge inom emalj på koppar men tvingades skära ner sin verksamhet på grund av arbetsskada. Efter att ha arbetat med jordfärger på 1960- och tidigt 1970-tal har hon förenklat sitt uttryck både dekorativt och färgmässigt. Sedan slutet av 1970-talet har hennes produktion influerats av Orientens formspråk.
Pløen är representerad i de flesta konstindustrimuseerna i Norge och Sverige.
År 1951 gifte hon sig med keramikkonstnären Erik Pløen.